# Seznam zápasů české fotbalové reprezentace 2004
V roce 2004 odehrála česká fotbalová reprezentace celkem 15 mezistátních zápasů, z toho 5 na ME 2004, 4 kvalifikační o MS 2006 a 6 přátelských. Celková bilance byla 9 výher, 2 remízy a 4 prohry. Hlavním trenérem byl Karel Brückner.

## Přehled zápasů
| 18. února 2004 přátelský |       |                         |                                                                |
| Itálie                   | 2 – 2 | Česko                   | Renzo Barbery, Palermo diváci: 20 935 rozhodčí: Eric Braamhaar |
| Vieri 14' Di Natale 86'  |       | 14' Štajner 88' Rosický | Renzo Barbery, Palermo diváci: 20 935 rozhodčí: Eric Braamhaar |

| 31. března 2004 přátelský |       |           |                                                                  |
| Irsko                     | 2 – 1 | Česko     | Lansdowne Road, Dublin diváci: 42 000 rozhodčí: Knud Erik Fisker |
| Harte 52' Keane 90'       |       | 81' Baroš | Lansdowne Road, Dublin diváci: 42 000 rozhodčí: Knud Erik Fisker |

| 28. dubna 2004 přátelský |       |          |                                                    |
| Česko                    | 0 – 1 | Japonsko | Letná, Praha diváci: 11 802 rozhodčí: David McKeon |
|                          |       | 33' Kubo | Letná, Praha diváci: 11 802 rozhodčí: David McKeon |

| 2. června 2004 přátelský         |       |            |                                                    |
| Česko                            | 3 – 1 | Bulharsko  | Letná, Praha diváci: 6 627 rozhodčí: Anton Stredák |
| Baroš 54' Plašil 74' Rosický 81' |       | 90' Petkov | Letná, Praha diváci: 6 627 rozhodčí: Anton Stredák |

| 6. června 2004 přátelský |       |          |                                                                  |
| Česko                    | 2 – 0 | Estonsko | Na Stínadlech, Teplice diváci: 11 873 rozhodčí: Bernhard Brugger |
| Baroš 6', 22'            |       |          | Na Stínadlech, Teplice diváci: 11 873 rozhodčí: Bernhard Brugger |

| 15. června 2004 ME 2004, skupina D |       |                  |                                                                               |
| Česko                              | 2 – 1 | Lotyšsko         | Estádio Municipal de Aveiro, Aveiro diváci: 21 744 rozhodčí: Gilles Veissiere |
| Baroš 73' Heinz 85'                |       | 45' Verpakovskis | Estádio Municipal de Aveiro, Aveiro diváci: 21 744 rozhodčí: Gilles Veissiere |

| 19. června 2004 ME 2004, skupina D |       |                             |                                                                                     |
| Česko                              | 3 – 2 | Nizozemsko                  | Estádio Municipal de Aveiro, Aveiro diváci: 29 935 rozhodčí: Manuel Mejuto González |
| Koller 23' Baroš 71' Šmicer 88'    |       | 4' Bouma 19' van Nistelrooy | Estádio Municipal de Aveiro, Aveiro diváci: 29 935 rozhodčí: Manuel Mejuto González |

| 23. června 2004 ME 2004, skupina D |       |             |                                                                     |
| Česko                              | 2 – 1 | Německo     | Estádio José Alvalade, Lisabon diváci: 46 849 rozhodčí: Terje Hauge |
| Heinz 30' Baroš 77'                |       | 21' Ballack | Estádio José Alvalade, Lisabon diváci: 46 849 rozhodčí: Terje Hauge |

| 27. června 2004 ME 2004, čtvrtfinále |       |        |                                                                   |
| Česko                                | 3 – 0 | Dánsko | Estádio do Dragão, Porto diváci: 42 000 rozhodčí: Valentin Ivanov |
| Koller 49' Baroš 63', 65'            |       |        | Estádio do Dragão, Porto diváci: 42 000 rozhodčí: Valentin Ivanov |

| 1. července 2004 ME 2004, semifinále |       |             |                                                                     |
| Česko                                | 0 – 1 | Řecko       | Estádio do Dragão, Porto diváci: 42 449 rozhodčí: Pierluigi Collina |
|                                      |       | 105' Dellas | Estádio do Dragão, Porto diváci: 42 449 rozhodčí: Pierluigi Collina |

| 18. srpna 2004 přátelský |       |       |                                                                        |
| Česko                    | 0 – 0 | Řecko | Stadion Evžena Rošického, Praha diváci: 15 050 rozhodčí: Stuart Dougal |
|                          |       |       | Stadion Evžena Rošického, Praha diváci: 15 050 rozhodčí: Stuart Dougal |

| 8. září 2004 kvalifikace MS 2006, skupina 1 |       |       |                                                                 |
| Nizozemsko                                  | 2 – 0 | Česko | Amsterdam ArenA, Amsterdam diváci: 48 488 rozhodčí: Markus Merk |
| van Hooijdonk 34', 84'                      |       |       | Amsterdam ArenA, Amsterdam diváci: 48 488 rozhodčí: Markus Merk |

| 9. října 2004 kvalifikace MS 2006, skupina 1 |       |          |                                                       |
| Česko                                        | 1 – 0 | Rumunsko | Letná, Praha diváci: 16 028 rozhodčí: Roberto Rosetti |
| Koller 36' (pen.)                            |       |          | Letná, Praha diváci: 16 028 rozhodčí: Roberto Rosetti |

| 13. října 2004 kvalifikace MS 2006, skupina 1 |       |                            |                                                          |
| Arménie                                       | 0 – 3 | Česko                      | Republican, Jerevan diváci: 3 205 rozhodčí: Jacek Granat |
|                                               |       | 3', 76' Koller 30' Rosický | Republican, Jerevan diváci: 3 205 rozhodčí: Jacek Granat |

| 17. listopadu 2004 kvalifikace MS 2006, skupina 1 |       |                        |                                                           |
| Makedonie                                         | 0 – 2 | Česko                  | Městský stadion, Skopje diváci: 7 000 rozhodčí: Urs Meier |
|                                                   |       | 88' Lokvenc 90' Koller | Městský stadion, Skopje diváci: 7 000 rozhodčí: Urs Meier |